# Tomáš Ostrák
Tomáš Ostrák (* 5. únor 2000 Frýdek-Místek) je český profesionální fotbalista, který hraje na pozici ofensivního záložníka za americký klub St. Louis City SC. Je také bývalým českým mládežnickým reprezentantem.

## Klubová kariéra

### Mládežnické roky
Ostrák je odchovancem Frýdku-Místku, ještě v 16 letech pak přestoupil do Kolína nad Rýnem, kde začal nastupovat za mládežnické týmy. V prvních třech sezónách nastoupil v juniorských německých ligách celkem k 63 utkáním, ve kterých vstřelil 12 branek. Odehrál také jeden zápas v rámci juniorského národního poháru, ve kterém dokázal jednou skórovat.

### 1. FC Köln
V Kölnu v prvních třech sezónách nastupoval především v mládežnických celcích a tak byl v průběhu svého působení v tomto klubu posílán na hostování.

#### TSV Hartberg (hostování)
V červenci 2019 odešel na ročního hostování do rakouského prvoligového týmu TSV Hartberg. V rámci jedné sezóny nastoupil do 11 ligových utkání, ve kterých se jednou střelecky prosadil. Zároveň odehrál také jedno utkání Rakouského poháru, branku nevstřelil.

#### MFK Karviná (hostování)
V srpnu 2020 odešel na další hostování, tentokrát se vrátil do České republiky, když přišel na rok posílit prvoligovou Karvinou.
Od začátku se stal stabilním členem prvního týmu. Nastoupil celkem k 26 ligovým zápasům, ve kterých vstřelil jednu branku. Zároveň odehrál jedno utkání v rámci MOL Cupu.

## Reprezentační kariéra
Nastoupil celkově do 31 mezistátních utkání v dresu České republiky v mládežnických věkových kategoriích do 17, 18, 19, 20 a 21 let, vstřelil v nich tři branky.

## Klubové statistiky
- aktuální k 27. lednu 2022

| Tým          | Sezona  | Liga   | Liga   | Pohár  | Pohár  | Evropské poháry | Evropské poháry |
| Tým          | Sezona  | Zápasy | Branky | Zápasy | Branky | Zápasy          | Branky          |
| ------------ | ------- | ------ | ------ | ------ | ------ | --------------- | --------------- |
| TSV Hartberg | 2019/20 | 11     | 0      | 1      | 0      | -               | -               |
| MFK Karviná  | 2020/21 | 26     | 1      | 1      | 0      | -               | -               |
| 1. FC Köln   | 2021/22 | 3      | 0      | 1      | 0      | -               | -               |
| Celkem       | Celkem  | 40     | 1      | 3      | 0      | 0               | 0               |